# SS British Queen (1849)
SS British Queen byl parník vybudovaný roku 1849 v loděnicích William Denny & Co. v Dumbartonu pro společnost Brownlow & Pearson. 8. června 1849 byl spuštěn na vodu, ale už 4. dubna 1850 si jej pronajala Sloman Line. V roce 1852 ho pak získalo rejdařství Cunard Line a od 17. července 1852 sloužil na lince New York-Konstantinopol. V roce 1854 sloužil jako transportní loď v krymské válce a od 20. dubna 1862 sloužil na poštovní lince Liverpool-Halifax-New York. V roce 1898 byl nakonec rozebrán.